# Jothi (película de 1939)
Jothi (alternativamente titulada Sri Jyothi Ramalinga Swamigal) es una película india en idioma tamil dirigida por T. R. Raghunath y estrenada en 1939. Es la historia de la vida del Santo Ramalinga Swamigal popularmente conocido como Vallalar. Ninguna existen copias conocidas sobrevivientes, haciéndola una película perdida.

## Reparto
K. A. Muthu Bhagavathar como Ramalinga Swamigal
P. G. Venkatesan
V. B. Ramaiah como el padre de Ramalinga Swamigal's
M. G. Chakrapani
T. V. Janakam
K. S. Sankara Iyer
K. S. Velayudham
Miss. Madurai A. Sundaram como la madre de Ramalinga Swamigal'
Saravanabhavanandar
N. S. Krishnan
T. A. Mathuram
P. S. Krishnaveni
M. R. Swaminathan
K. K. Soundar
B. Gopal
M. R. Subramaniam
V. Nataraj
‘Maestro’ Ramudu como Ramalinga Swamigal niño
‘Maestro’ Mahadevan como Ramalinga Swamigal adolescente
Rajammal
T. M. Pattammal
M. S. Kannammal
H. S. Tawkar
S. R. Sami
Ramalakshmi
‘Maestro’ Muthu

## Equipo
- Director: T. R. Raghunath
- Guion: Pammal Sambandha Mudaliar
- Diálogos: C. A. Lakshmanadas
- Cinematografía: A. Kapoor
- Audiografía: V. B. Dathe
- Estudio: Bharath Lakshmi Pictures Studio (Calcuta)

## Banda sonora
Madurai Mariappa Swamigal marcó la música y escribió las letras. Esta es la primera película en la que trabajó como director musical. Los cantantes son: P. G. Venkatesan, Muthuswamy, N. S. Krishnan Y T. Un. Mathuram.
Había muchas canciones en la película y la mayoría de ellas se volvieron populares. Los discos de gramófono eran de Registros de Odeón, una compañía poseída por A. V. Meiyappan.